# Ardisia porifera
Ardisia porifera E.Walker – gatunek roślin z rodziny pierwiosnkowatych (Primulaceae). Występuje naturalnie w Chinach – na wyspie Hajnan. 

## Morfologia
PokrójZimozielony półkrzew dorastający do 0,3 m wysokości, tworzący rozłogi.
LiścieBlaszka liściowa jest skórzasta i ma eliptyczny lub odwrotnie jajowaty kształt. Mierzy 8–13 cm długości oraz 3–5,5 cm szerokości, jest całobrzega, ma klinową nasadę i ostry wierzchołek. Ogonek liściowy jest nagi i ma 5–10 mm długości.
KwiatyZebrane w wierzchotkach wyrastających z kątów pędów.
OwocPestkowce mierzące 5 mm średnicy, o kulistym kształcie.

## Biologia i ekologia
Rośnie w lasach. 